# Trigonopterum
Trigonopterum là một chi thực vật có hoa trong họ Cúc (Asteraceae).

## Loài
Chi Trigonopterum gồm các loài: